# Sociedade Cultural Macedo-Romena

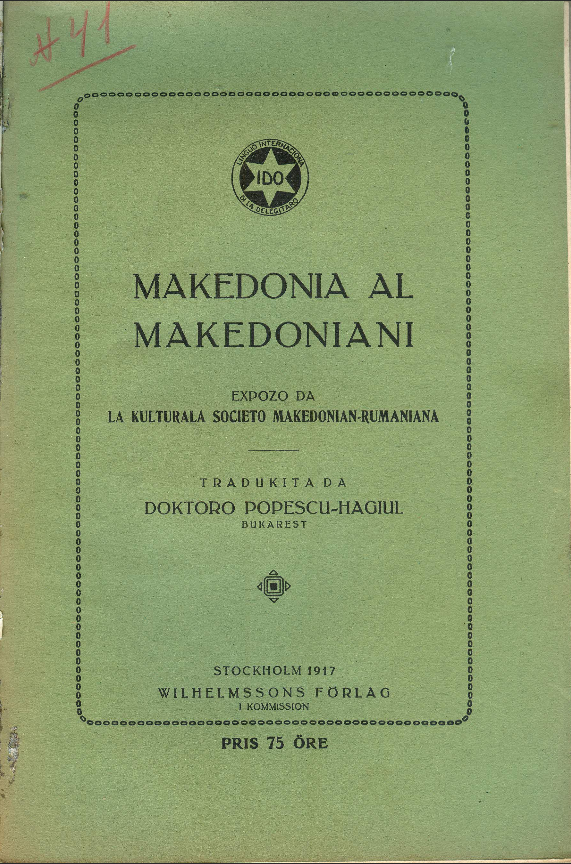
"Macedônia dos Macedônios", um livro de memórias da Sociedade de 1917.

A Sociedade Cultural Macedo-Romena (Societatea de Cultură Macedo-Română) é uma organização não governamental romena que visa manter a língua e a cultura dos aromanos (macedônio-romenos).

## História
A organização foi fundada em 23 de setembro de 1878 na Romênia. Entre os membros fundadores da organização estão representantes do clero romeno - Metropolita Kalinic Miklescu, Bispos Iosif Georgian e Atanasie Stoenescu, políticos - Dimitrie Bratianu, Dimitrie Gica, Ion Gica, Ion Campianu, Constantine Porumbaru, Constantine A. Rosetti, Constantino F. Robescu, professores universitários - Tit-Liviu Mayorescu, Gheorghe Kitu, Vasile Urekia, escritores - Vasile Alexandri, Jakub Negruci, Aromanianos que se estabeleceram ao norte do Danúbio - Menelas Germani, Iordake Goga, Anastassie Bertolianu . Em 15 de abril de 1880, o Parlamento Romeno reconheceu a organização como uma entidade legal.
O primeiro presidente da Sociedade é o Metropolita Kalinik Miklescu. De 1892 a 1902, a organização foi liderada por Vasile Urekya, e depois até 1914 pelo médico Leonte Anastasievich.
Os membros da Sociedade são o escritor e publicitário Aromaniano Nicolae Papahaji de Avdela, Grevensko, o comerciante, arquiteto e figura pública Aromaniano Gheorghe Gyulamila de Gopesh, Bitola, o escritor e figura pública Aromaniano Cesar Papacostia de Malovishte, Bitola, o historiador e poeta Aromaniano Gheorghe Murnu de Dolyani, Bersko, o latinista Aromaniano, publicitário e escritor Dr. Julius Valaori de Moscopole e outros.
Em 1912, durante a Guerra dos Balcãs, a Sociedade publicou um livro de memórias intitulado "Macedônia dos Macedônios ", no qual insistia numa Macedônia autônoma segundo o modelo suíço, uma vez que a área era etnicamente diversa - Aromanianos, Búlgaros, Turcos, Albaneses, Gregos e assim por diante. O livro de memórias foi republicado durante a Primeira Guerra Mundial em 1917 em Estocolmo.
A sociedade existiu até a Segunda Guerra Mundial. Após as mudanças democráticas em 1990, foi restaurado e seu primeiro presidente foi Atanasie Nasta. Em 2009, comemorou seu 130º aniversário. Entre as publicações da Sociedade estão "Álbum Macedônio-Romeno" (1880), "Ecole Macedoniei" (1903 - 1906), "Revista Macedoniei" (1905 - 1906), "Courier de Balkan" (1904 - 1911), "Almanacul Macedoromano" (1992).